# Weezer
Weezer — американський рок-гурт з Лос-Анджелеса, Каліфорнія, заснований 1992 року. Наразі у складі гурту — Ріверс Куомо (провідний вокал, соло-гітара), Брайан Белл (ритм-гітара, бек-вокал, клавішні), Скотт Шрайнер (бас-гітара, бек-вокал) і Патрік Вілсон (ударні). Гурт випустив 10 студійних альбомів, 6 міні-альбомів (ЕР) і один DVD. Weezer продали понад 9 мільйонів копій своїх записів в США.

## Дискографія
Сучасний склад
- Ріверс Куомо — вокал, соло-гітара, клавішні (1992—донині)
- Патрік Вілсон — ударні, перкусія (1992—донині), бек-вокал (2007—донині)
- Браян Белл — ритм-гітара, бек-вокал (1994—донині), клавішні (2001—донині)
- Скотт Шрайнер — бас-гітара, бек-вокал (2001—донині), клавішні (2007—донині)

Колишні учасники
- Джейсон Кроппер — ритм-гІтара, бек-вокал (1992—1993)
- Метт Шарп — бас-гітара, бек-вокал (1992—1998)
- Майкі Вельш — бас-гітара, бек-вокал (1998—2001; помер 8 жовтня 2011 року)

### Альбоми
- Weezer (1994)
- Pinkerton (1996)
- Weezer (2001)
- Maladroit (2002)
- Make Believe (2005)
- Weezer (2008)
- Raditude (2009)
- Hurley (2010)
- Death to False Metal (2010)
- Everything Will Be Alright in the End[en] (2014)
- Weezer (The White Album)[en], (2016)
- Pacific Daydream[en] (2017)
- Weezer (Teal Album)[en], (2019)
- Weezer (Black Album)[en], (2019)
- OK Human[en] (2021)

### EP
- The Lion and The Witch" (2002)
- «Christmas with Weezer» (2008)

### Сингли
- - Undone — The Sweater Song (1995)
  - Buddy Holly (1995)
  - Say It Ain't So (1995)
  - El Scorcho (1996)
  - The Good Life (1996)
  - Pink Triangle (1996)
  - Hash Pipe (2001)
  - Island in the Sun (2001)
  - Photograph (2001)
  - Dope Nose (2002)
  - Keep Fishin' (2002)
  - Beverly Hills (2005)
  - We Are All on Drugs (2005)
  - Perfect Situation (2006)
  - This Is Such a Pity (2006)
  - Pork and Beans (2008)
  - Troublemaker (2008)
  - The Greatest Man That Ever Lived (Variations on a Shaker Hymn) (2008)
  - (If You're Wondering If I Want You To) I Want You To (2009)
  - I'm Your Daddy (2010)
  - Represent (2010)
  - Memories (2010)
  - Lost in the Woods (2019)